# Karl Bleyl
Karl Bleyl (14 dicembre 1908 – Oranienbaum, 28 aprile 1995) è stato un entomologo tedesco, specializzato in imenotteri.
La sua collezione di imenotteri (Apoidea) è detenuta dall'Istituto tedesco di entomologia. I suoi lepidotteri sono nella collezione di Thomas Lehmann a Oranienbaum.